# Fujiwara no Kintō

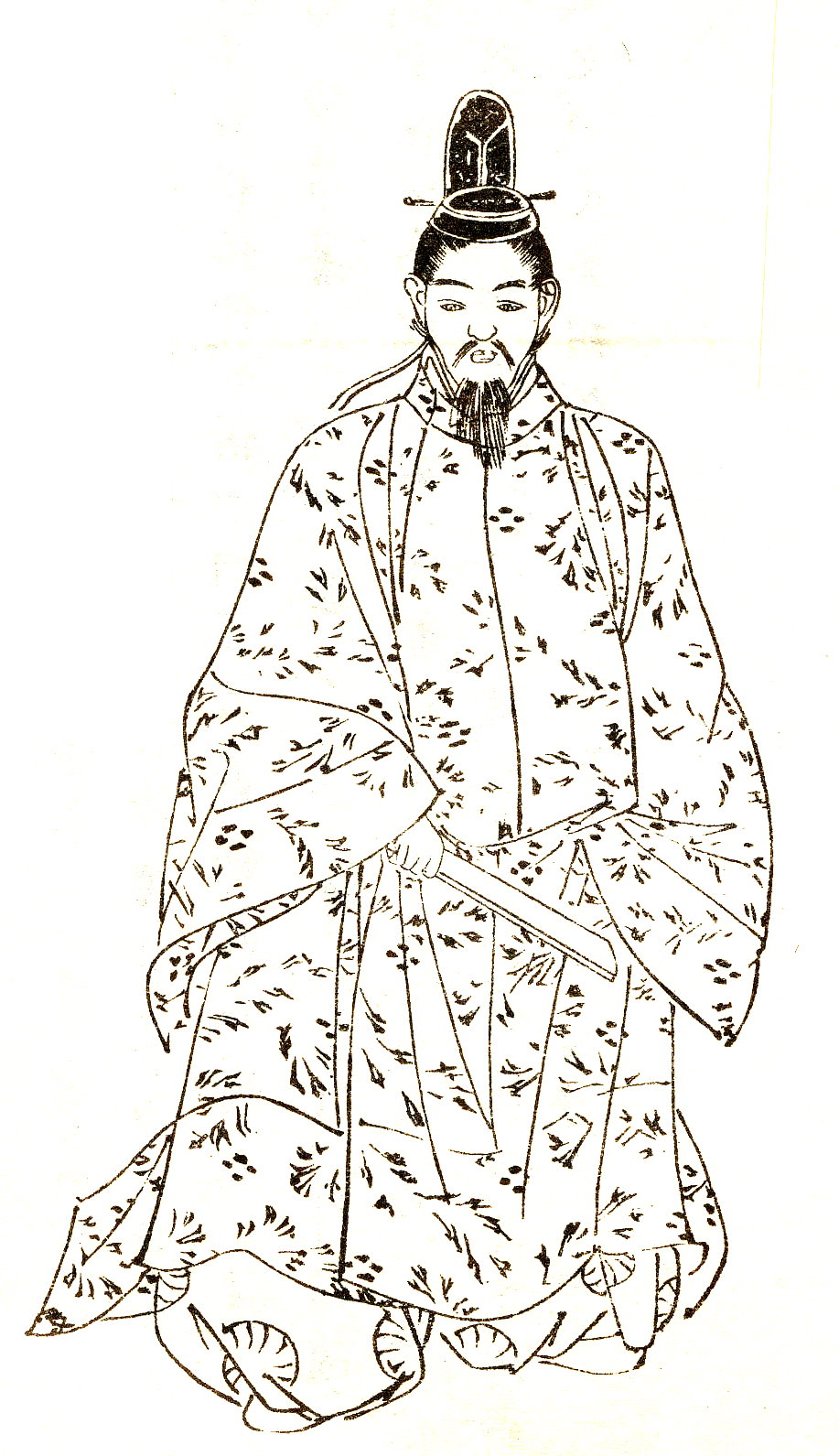
Fujiwara no Kintō von Kikuchi Yōsai

Fujiwara no Kintō (jap. 藤原 公任; auch: Shijō-dainagon; * 966; † 4. Februar 1041) war ein geachteter und bekannter japanischer Dichter und Aristokrat der Heian-Zeit. Er wird unter anderem in den Werken von Murasaki Shikibu und Sei Shōnagon erwähnt und er wurde zudem seiner kalligrafischen Kunstfertigkeit wegen geschätzt.
Sein Vater war Fujiwara no Yoritada, sein Sohn Fujiwara no Sadayori.
Fujiwara no Kintō hat nicht nur viele Gedichte (Waka und Uta) geschrieben, er hat zudem auch Gedichtanthologien, wie das Shūi Wakashū, das 15 seiner Gedichte enthält, und das Wakan rōeishū kompiliert. Zudem gilt er als Gründer der Sechsunddreißig Unsterblichen der Dichtkunst und als Kompilator der gleichnamigen Anthologie.